# Свириды (Хмельницкая область)
Свириды (укр. Свириди) — село в Изяславском районе Хмельницкой области Украины.
Население по переписи 2001 года составляло 254 человека. Почтовый индекс — 30374. Телефонный код — 3852. Занимает площадь 0,932 км². Код КОАТУУ — 6822184802.

## Местный совет
30374, Хмельницкая обл., Изяславский р-н, с. Новое Село, ул. Ленина, 38